# Lomita Railroad Museum
Le Lomita Railroad Museum est un musée ferroviaire situé à Lomita, en Californie.
Fondé en 1966 par Irene Lewis, il est notamment connu pour son traitement de l'ère des locomotives à vapeur en Californie.